# Torneo Apertura 2014 Liga de Nuevos Talentos
El Torneo Apertura 2014 de la Liga de Nuevos Talentos fue el 35° torneo corto que abrió la LXV temporada de la Segunda División. Contó con la participación de 28 equipos, al término del Clausura 2015 sí hubo descenso a la Tercera División de México. El campeón de este torneo, Mineros de Fresnillo, se enfrentó a Tigres Sahuayo, campeón del Torneo Clausura 2015, en la final por el ascenso.

## Sistema de competición
El sistema de competición de este torneo se desarrolla en dos fases:
- Fase de calificación: que se integra por las 15 jornadas del torneo.
- Fase final: que se integra por los partidos de ida y vuelta en rondas de cuartos de final, de semifinal y final.

### Fase de calificación
En la fase de calificación se observará el sistema de puntos. La ubicación en la tabla general está sujeta a lo siguiente:
- Por juego ganado se obtendrán tres puntos.
- Por juego empatado se obtendrá un punto. (se juegan en penales el punto extra)
- Por juego perdido no se otorgan puntos.

En esta fase participan los 27 Clubes de la Liga de Nuevos Talentos jugando en cada grupo todos contra todos durante las jornadas respectivas, a un solo partido.
El orden de los clubes al final de la Fase de Calificación del torneo corresponderá a la suma de los puntos obtenidos por cada uno de ellos y se presentará en forma descendente. Si al finalizar las 15 jornadas del torneo, dos o más clubes estuviesen empatados en puntos, su posición en la Tabla general será determinada atendiendo a los siguientes criterios de desempate:
1. Mejor diferencia entre los goles anotados y recibidos.
2. Mayor número de goles anotados.
3. Marcadores particulares entre los Clubes empatados.
4. Mayor número de goles anotados como visitante.
5. Mejor ubicado en la Tabla general de cociente.
6. Tabla Fair Play.
7. Sorteo.

Para determinar los lugares que ocuparán los Clubes que participen en la Fase final del Torneo se tomará como base la Tabla general de clasificación.
Participan automáticamente por el título de Campeón de la Liga de Nuevos Talentos los primeros 4 lugares de cada grupo (8 en total), los siguientes 4 de cada grupo participarán en el torneo de Copa de la Liga de Nuevos Talentos.

### Fase final
Los ocho clubes calificados para esta fase del torneo serán reubicados de acuerdo con el lugar que ocupen en la Tabla general al término de la jornada 15, con el puesto del número uno al club mejor clasificado, y así hasta el #8. Los partidos a esta fase se desarrollarán a visita, en las siguientes etapas:
- Cuartos de final
- Semifinales
- Final

Los clubes vencedores en los partidos de cuartos de final y semifinal serán aquellos que en los dos juegos anoten el mayor número de goles. De existir empate en el número de goles anotados, la posición se definirá a favor del club con mayor cantidad de goles a favor cuando actúe como visitante.
Si una vez aplicado el criterio anterior los clubes siguieran empatados, se observará la posición de los clubes en la Tabla general de clasificación.
Los partidos correspondientes a la fase final se jugarán obligatoriamente los días miércoles y sábado, y jueves y domingo eligiendo, en su caso, exclusivamente en forma descendente, los cuatro Clubes mejor clasificados en la Tabla general al término de la jornada 15, el día y horario de su partido como local. Los siguientes cuatro Clubes podrán elegir únicamente el horario.
El Club vencedor de la Final y por lo tanto Campeón, será aquel que en los dos partidos anote el mayor número de goles. Si al término del tiempo reglamentario el partido está empatado, se agregarán dos tiempos extras de 15 minutos cada uno. De persistir el empate en estos periodos, se procederá a lanzar tiros penales hasta que resulte un vencedor.
Los partidos de Cuartos de final se jugarán de la siguiente manera:
En las Semifinales participarán los cuatro Clubes vencedores de Cuartos de final, reubicándolos del uno al cuatro, de acuerdo a su mejor posición en la Tabla general de clasificación al término de la jornada 15 del Torneo correspondiente, enfrentándose:
Disputarán el título de Campeón de los Torneos de Apertura 2013 y Clausura 2014 los dos clubes vencedores de la fase semifinal correspondiente, reubicándolos del uno al dos, de acuerdo a su mejor posición en la Tabla general de clasificación al término de las jornadas de cada torneo.

## Equipos participantes

### Ascensos y descensos
| Pos | de Liga de Nuevos Talentos |
| --- | -------------------------- |
| 29º | Atlante Tabasco            |

| Pos | de la Tercera División                  |
| --- | --------------------------------------- |
| 1º  | Real Zamora (Subcampeón de 3ª Division) |

| Pos | a la Liga Premier de Ascenso |
| --- | ---------------------------- |
| ?º  | Pioneros                     |

| Pos | a la Liga de Nuevos Talentos       |
| --- | ---------------------------------- |
| 31º | Patriotas                          |
| 32º | Universidad Autónoma de Tamaulipas |

| Entidad Federativa | N.º | Equipos                                                              |
| ------------------ | --- | -------------------------------------------------------------------- |
| Michoacán          | 5   | La Piedad, Real Zamora, Sahuayo, Zitácuaro y Zorros de la UMSNH      |
| Hidalgo            | 3   | Alto Rendimiento Tuzo, Centro Universitario del Fútbol y Garzas UAEH |
| Jalisco            | 3   | Académicos, Chivas Rayadas y Deportivo San Juan                      |
| Ciudad de México   | 2   | América Coapa y Pumas Naucalpan                                      |
| Morelos            | 2   | Cuautla y Selva Cañera                                               |
| Tamaulipas         | 2   | Correcaminos "B" y Topos de Reynosa                                  |
| Aguascalientes     | 1   | Necaxa "B"                                                           |
| Campeche           | 1   | Cañoneros                                                            |
| Durango            | 1   | Calor                                                                |
| Estado de México   | 1   | Deportivo Chimalhuacán                                               |
| Guanajuato         | 1   | Celaya "B"                                                           |
| Nuevo León         | 1   | Cachorros UANL                                                       |
| Oaxaca             | 1   | Alebrijes "B"                                                        |
| Puebla             | 1   | Lobos Prepa                                                          |
| San Luis Potosí    | 1   | Atlético San Luis "B"                                                |
| Veracruz           | 1   | Patriotas                                                            |
| Zacatecas          | 1   | Fresnillo                                                            |

### Grupo 1
| #  | Equipo                          | Entrenador          | Estadio                                     | Ciudad                         |
| -- | ------------------------------- | ------------------- | ------------------------------------------- | ------------------------------ |
| 1  | Alebrijes "B"                   | Horacio Moreno      | Benito Juárez                               | Oaxaca, Oaxaca                 |
| 2  | Alto Rendimiento Tuzo           | Andrés Carevic      | Universidad del Fútbol                      | San Agustín Tlaxiaca, Hidalgo  |
| 3  | América Coapa                   | Pablo Luna          | Instalaciones del Club América Cancha n.º 2 | México, D. F.                  |
| 4  | Cañoneros de Campeche           | Francisco Payás     | Universitario                               | Campeche, Campeche             |
| 5  | Centro Universitario del Fútbol | Roberto Montoya     | Universidad del Fútbol Cancha 3             | San Agustín Tlaxiaca, Hidalgo  |
| 6  | Cuautla                         | Héctor Vidal        | Isidro Gil Tapia                            | Cuautla, Morelos               |
| 7  | Deportivo Nuevo Chimalhuacán    | Víctor Hugo Macedo  | Tepalcates                                  | Chimalhuacán, Estado de México |
| 8  | Lobos Prepa                     | Guillermo Rubalcava | Olímpico de la BUAP                         | Puebla, Puebla                 |
| 9  | Patriotas                       | Bandera de ?        | Universidad Cristóbal Colón                 | Córdoba, Veracruz              |
| 10 | Pumas Naucalpan                 | Christian Ramírez   | La Cantera                                  | México, D. F.                  |
| 11 | Selva Cañera                    | Mario Hernández     | Agustín Coruco Díaz                         | Zacatepec, Morelos             |
| 12 | Universidad Autónoma de Hidalgo | Gabriel Cruz        | Revolución Mexicana                         | Pachuca, Hidalgo               |
| 13 | Universidad Michoacana          | César Salazar       | Ciudad Universitaria de Morelia             | Morelia, Michoacán             |
| 14 | Zitácuaro                       | Raúl Montes         | Ignacio López Rayón                         | Zitácuaro, Michoacán           |

### Grupo 2
| #  | Equipo                | Entrenador              | Estadio                           | Ciudad                           |
| -- | --------------------- | ----------------------- | --------------------------------- | -------------------------------- |
| 1  | Académicos            | Guadalupe Ramos         | CECAF                             | El Salto, Jalisco                |
| 2  | Atlético San Luis "B" | Jorge Manrique          | Alfonso Lastras Ramírez           | San Luis Potosí, San Luis Potosí |
| 3  | Cachorros UANL        | Reynaldo Lima           | Instalaciones de Zuazua #2        | Zuazua, Nuevo León               |
| 4  | Calor                 | Ricardo López           | Unidad Deportiva Gómez Palacio    | Gómez Palacio, Durango           |
| 5  | Celaya B              | Rafael Bautista         | Miguel Alemán Valdés              | Soria, Guanajuato                |
| 6  | Chivas Rayadas        | Jose de Jesus Rodríguez | Verde Valle                       | Zapopan, Jalisco                 |
| 7  | Deportivo San Juan    | Adán Sahagún            | El Llanito                        | San Juan de los Lagos, Jalisco   |
| 8  | La Piedad             | Ignacio Martínez        | Juan N. López                     | La Piedad, Michoacán             |
| 9  | Mineros de Fresnillo  | Rubén Hernández         | Unidad Deportiva Minera Fresnillo | Fresnillo, Zacatecas             |
| 10 | Necaxa "B"            | Bandera de ?            | Casa Club Necaxa                  | Aguascalientes, Aguascalientes   |
| 11 | Real Zamora           | Víctor Morales          | Unidad Deportiva El Chamizal      | Zamora, Michoacán                |
| 12 | Sahuayo               | Carlos Torres           | Unidad Deportiva Municipal        | Sahuayo, Michoacán               |
| 13 | Topos                 | Mario Trejo Guzmán      | Unidad Deportiva Solidaridad      | Reynosa, Tamaulipas              |
| 14 | Correcaminos UAT "B"  | Ricardo Chávez Medrano  | Eugenio Alvizo Porras             | Ciudad Victoria, Tamaulipas      |

|}

## Tabla General
| Pos. | Equipo                          | Pts. | PJ | G  | E | P  | GF | GC | Dif. | Clasificación    |
| ---- | ------------------------------- | ---- | -- | -- | - | -- | -- | -- | ---- | ---------------- |
| 1    | Alto Rendimiento Tuzo           | 34   | 13 | 10 | 2 | 1  | 33 | 10 | +23  | Liguilla de copa |
| 2    | Selva Cañera                    | 30   | 13 | 8  | 3 | 2  | 21 | 15 | +6   | Liguilla de liga |
| 3    | Académicos                      | 29   | 13 | 7  | 4 | 2  | 26 | 12 | +14  | Liguilla de copa |
| 4    | América Coapa                   | 27   | 13 | 8  | 2 | 3  | 26 | 13 | +13  | Liguilla de copa |
| 5    | Pumas Naucalpan                 | 27   | 13 | 7  | 3 | 3  | 26 | 14 | +12  | Liguilla de copa |
| 6    | Chivas Rayadas                  | 26   | 13 | 7  | 3 | 3  | 30 | 16 | +14  | Liguilla de copa |
| 7    | Atlético San Luis "B"           | 23   | 13 | 5  | 5 | 3  | 20 | 13 | +7   | Liguilla de liga |
| 8    | Mineros de Fresnillo            | 22   | 13 | 6  | 3 | 4  | 20 | 13 | +7   | Liguilla de liga |
| 9    | Cachorros UANL                  | 21   | 13 | 5  | 5 | 3  | 26 | 15 | +11  | Liguilla de copa |
| 10   | Universidad Autónoma de Hidalgo | 21   | 13 | 4  | 5 | 4  | 21 | 19 | +2   | Liguilla de liga |
| 11   | Universidad Michoacana          | 21   | 13 | 5  | 4 | 4  | 19 | 18 | +1   | Liguilla de liga |
| 12   | Necaxa "B"                      | 20   | 13 | 5  | 3 | 5  | 30 | 22 | +8   | Liguilla de copa |
| 13   | Topos de Reynosa                | 20   | 13 | 6  | 2 | 5  | 18 | 21 | −3   | Liguilla de liga |
| 14   | Correcaminos UAT "B"            | 19   | 13 | 5  | 3 | 5  | 22 | 20 | +2   | Liguilla de liga |
| 15   | Centro Universitario del Fútbol | 19   | 13 | 5  | 2 | 6  | 13 | 12 | +1   | Liguilla de liga |
| 16   | Lobos Prepa                     | 18   | 13 | 4  | 5 | 4  | 21 | 19 | +2   | Liguilla de copa |
| 17   | Celaya B                        | 18   | 13 | 5  | 2 | 6  | 23 | 22 | +1   |                  |
| 18   | Sahuayo                         | 18   | 13 | 4  | 6 | 3  | 19 | 18 | +1   |                  |
| 19   | Real Zamora                     | 18   | 13 | 5  | 2 | 6  | 22 | 25 | −3   |                  |
| 20   | La Piedad                       | 18   | 13 | 4  | 4 | 5  | 20 | 32 | −12  |                  |
| 21   | Deportivo Nuevo Chimalhuacán    | 17   | 13 | 5  | 2 | 6  | 23 | 23 | 0    |                  |
| 22   | Patriotas de Córdoba            | 17   | 13 | 5  | 1 | 7  | 13 | 26 | −13  |                  |
| 23   | Cuautla                         | 15   | 13 | 3  | 5 | 5  | 20 | 27 | −7   |                  |
| 24   | Calor                           | 14   | 13 | 4  | 1 | 8  | 19 | 24 | −5   |                  |
| 25   | Alebrijes de Oaxaca "B"         | 10   | 13 | 1  | 6 | 6  | 12 | 22 | −10  |                  |
| 26   | Cañoneros de Campeche           | 9    | 13 | 2  | 3 | 8  | 11 | 30 | −19  |                  |
| 27   | Zitácuaro                       | 5    | 13 | 0  | 5 | 8  | 4  | 22 | −18  |                  |
| 28   | Deportivo San Juan              | 4    | 13 | 1  | 1 | 11 | 9  | 51 | −42  |                  |

 Fuente: SoccerWay

## Grupos

### Grupo 1
| Pos. | Equipo                          | Pts. | PJ | G  | E | P | GF | GC | Dif. | Clasificación    |
| ---- | ------------------------------- | ---- | -- | -- | - | - | -- | -- | ---- | ---------------- |
| 1    | Alto Rendimiento Tuzo           | 34   | 13 | 10 | 2 | 1 | 33 | 10 | +23  | Liguilla de copa |
| 2    | Selva Cañera                    | 30   | 13 | 8  | 3 | 2 | 21 | 15 | +6   | Liguilla de liga |
| 3    | América Coapa                   | 27   | 13 | 8  | 2 | 3 | 26 | 13 | +13  | Liguilla de copa |
| 4    | Pumas Naucalpan                 | 27   | 13 | 7  | 3 | 3 | 26 | 14 | +12  | Liguilla de copa |
| 5    | Universidad Autónoma de Hidalgo | 21   | 13 | 4  | 5 | 4 | 21 | 19 | +2   | Liguilla de liga |
| 6    | Universidad Michoacana          | 21   | 13 | 5  | 4 | 4 | 19 | 18 | +1   | Liguilla de liga |
| 7    | Centro Universitario del Fútbol | 19   | 13 | 5  | 2 | 6 | 13 | 12 | +1   | Liguilla de liga |
| 8    | Lobos Prepa                     | 18   | 13 | 4  | 5 | 4 | 21 | 19 | +2   | Liguilla de copa |
| 9    | Deportivo Nuevo Chimalhuacán    | 17   | 13 | 5  | 2 | 6 | 23 | 23 | 0    |                  |
| 10   | Patriotas de Córdoba            | 17   | 13 | 5  | 1 | 7 | 13 | 26 | −13  |                  |
| 11   | Cuautla                         | 15   | 13 | 3  | 5 | 5 | 20 | 27 | −7   |                  |
| 12   | Alebrijes de Oaxaca "B"         | 10   | 13 | 1  | 6 | 6 | 12 | 22 | −10  |                  |
| 13   | Cañoneros de Campeche           | 9    | 13 | 2  | 3 | 8 | 11 | 30 | −19  |                  |
| 14   | Zitácuaro                       | 5    | 13 | 0  | 5 | 8 | 4  | 22 | −18  |                  |

 Fuente: SoccerWay

### Grupo 2
| Pos. | Equipo                | Pts. | PJ | G | E | P  | GF | GC | Dif. | Clasificación    |
| ---- | --------------------- | ---- | -- | - | - | -- | -- | -- | ---- | ---------------- |
| 1    | Académicos            | 29   | 13 | 7 | 4 | 2  | 26 | 12 | +14  | Liguilla de copa |
| 2    | Chivas Rayadas        | 26   | 13 | 7 | 3 | 3  | 30 | 16 | +14  | Liguilla de copa |
| 3    | Atlético San Luis "B" | 23   | 13 | 5 | 5 | 3  | 20 | 13 | +7   | Liguilla de liga |
| 4    | Mineros de Fresnillo  | 22   | 13 | 6 | 3 | 4  | 20 | 13 | +7   | Liguilla de liga |
| 5    | Cachorros UANL        | 21   | 13 | 5 | 5 | 3  | 26 | 15 | +11  | Liguilla de copa |
| 6    | Necaxa "B"            | 20   | 13 | 5 | 3 | 5  | 30 | 22 | +8   | Liguilla de copa |
| 7    | Topos de Reynosa      | 20   | 13 | 6 | 2 | 5  | 18 | 21 | −3   | Liguilla de liga |
| 8    | Correcaminos UAT "B"  | 19   | 13 | 5 | 3 | 5  | 22 | 20 | +2   | Liguilla de liga |
| 9    | Celaya B              | 18   | 13 | 5 | 2 | 6  | 23 | 22 | +1   |                  |
| 10   | Sahuayo               | 18   | 13 | 4 | 6 | 3  | 19 | 18 | +1   |                  |
| 11   | Real Zamora           | 18   | 13 | 5 | 2 | 6  | 22 | 25 | −3   |                  |
| 12   | La Piedad             | 18   | 13 | 4 | 4 | 5  | 20 | 32 | −12  |                  |
| 13   | Calor                 | 14   | 13 | 4 | 1 | 8  | 19 | 24 | −5   |                  |
| 14   | Deportivo San Juan    | 4    | 13 | 1 | 1 | 11 | 9  | 51 | −42  |                  |

 Fuente: SoccerWay

## Torneo Regular
- Los horarios son correspondientes al Tiempo del Centro de México (UTC-6 y UTC-5 en horario de verano).

| Centro Universitario del Fútbol                 | 0-1 | América Coapa                | Universidad del Fútbol Cancha 3 | 22 de agosto | 11:00 |
| Lobos Prepa                                     | 0-3 | Pumas Naucalpan              | Olímpico de la BUAP             | 22 de agosto | 12:00 |
| Universidad Michoacana                          | 3-1 | Zitácuaro                    | Ciudad Universitaria de Morelia | 22 de agosto | 17:00 |
| Real Zamora                                     | 2-3 | Sahuayo                      | Unidad Deportiva El Chamizal    | 22 de agosto | 20:00 |
| Necaxa B                                        | 2-1 | Chivas Rayadas               | Casa Club Necaxa                | 23 de agosto | 11:00 |
| Archivo:Correcaminos UAT.png Correcaminos UAT B | 0-2 | Académicos                   | Eugenio Alvizo Porras           | 23 de agosto | 11:00 |
| Cañoneros                                       | 1-1 | Deportivo Nuevo Chimalhuacán | Universitario                   | 23 de agosto | 15:00 |
| Patriotas                                       | 3-2 | U.A. de Hidalgo              | Universidad Cristóbal Colón     | 23 de agosto | 15:00 |
| Topos                                           | 2-1 | Mineros (Fresnillo)          | Unidad Deportiva Solidaridad    | 23 de agosto | 17:00 |
| Alebrijes B                                     | 1-3 | Alto Rendimiento Tuzo        | Benito Juárez                   | 24 de agosto | 12:00 |
| Deportivo San Juan                              | 3-1 | Cachorros UANL               | El Llanito                      | 24 de agosto | 12:00 |
| Celaya B                                        | 2-0 | Atlético San Luis B          | Miguel Alemán Valdés            | 24 de agosto | 12:00 |
| Selva Cañera                                    | 3-0 | Cuautla                      | Agustín Coruco Díaz             | 24 de agosto | 16:00 |
| La Piedad                                       | 2-1 | Calor                        | Juan N. López                   | 24 de agosto | 16:00 |

| Académicos                   | 4-1 | La Piedad                                       | CECAF                               | 29 de agosto | 10:00 |
| América Coapa                | 2-1 | Alebrijes B                                     | Instalaciones Club América Cancha 2 | 29 de agosto | 11:00 |
| Pumas Naucalpan              | 1-0 | Patriotas                                       | La Cantera                          | 29 de agosto | 12:00 |
| U.A. de Hidalgo              | 0-0 | Universidad Michoacana                          | Revolución Mexicana                 | 29 de agosto | 12:00 |
| Alto Rendimiento Tuzo        | 3-1 | Cañoneros                                       | Universidad del Fútbol              | 29 de agosto | 16:00 |
| Cachorros UANL               | 2-0 | Archivo:Correcaminos UAT.png Correcaminos UAT B | Instalaciones de Zuazua #2          | 30 de agosto | 10:00 |
| Chivas Rayadas               | 2-0 | Topos                                           | Verde Valle                         | 30 de agosto | 12:00 |
| Atlético San Luis B          | 3-0 | Necaxa B                                        | Alfonso Lastras Ramírez             | 30 de agosto | 12:00 |
| Calor                        | 1-2 | Real Zamora                                     | Unidad Deportiva Gómez Palacio      | 30 de agosto | 12:00 |
| Deportivo Nuevo Chimalhuacán | 1-3 | Selva Cañera                                    | Tepalcates                          | 30 de agosto | 12:00 |
| Sahuayo                      | 1-1 | Celaya B                                        | Unidad Deportiva Municipal          | 30 de agosto | 16:00 |
| Mineros (Fresnillo)          | 4-0 | Deportivo San Juan                              | Unidad Deportiva Minera Fresnillo   | 30 de agosto | 19:00 |
| Zitácuaro                    | 0-1 | Centro Universitario del Fútbol                 | Ignacio López Rayón                 | 31 de agosto | 12:00 |
| Cuautla                      | 0-0 | Lobos Prepa                                     | Isidro Gil Tapia                    | 31 de agosto | 16:00 |

| Centro Universitario del Fútbol                 | 1-1 | Alebrijes B                  | Universidad del Fútbol Cancha 3 | 5 de septiembre | 11:00 |
| Universidad Michoacana                          | 1-2 | Pumas Naucalpan              | Ciudad Universitaria de Morelia | 5 de septiembre | 17:00 |
| Real Zamora                                     | 1-3 | Académicos                   | Unidad Deportiva El Chamizal    | 5 de septiembre | 20:00 |
| Cachorros UANL                                  | 1-1 | Mineros (Fresnillo)          | Instalaciones de Zuazua #2      | 6 de septiembre | 10:00 |
| Archivo:Correcaminos UAT.png Correcaminos UAT B | 1-1 | La Piedad                    | Eugenio Alvizo Porras           | 6 de septiembre | 11:00 |
| Necaxa B                                        | 4-1 | Sahuayo                      | Casa Club Necaxa                | 6 de septiembre | 11:00 |
| Lobos Prepa                                     | 2-0 | Deportivo Nuevo Chimalhuacán | Olímpico de la BUAP             | 6 de septiembre | 12:00 |
| Patriotas                                       | 0-2 | Cuautla                      | Universidad Cristóbal Colón     | 6 de septiembre | 15:00 |
| Cañoneros                                       | 3-1 | América Coapa                | Universitario                   | 6 de septiembre | 15:00 |
| Topos                                           | 3-1 | Atlético San Luis B          | Unidad Deportiva Solidaridad    | 6 de septiembre | 17:00 |
| Zitácuaro                                       | 0-0 | U.A. de Hidalgo              | Ignacio López Rayón             | 7 de septiembre | 12:00 |
| Deportivo San Juan                              | 2-3 | Chivas Rayadas               | El Llanito                      | 7 de septiembre | 12:00 |
| Celaya B                                        | 1-3 | Calor                        | Miguel Alemán Valdés            | 7 de septiembre | 12:00 |
| Selva Cañera                                    | 2-1 | Alto Rendimiento Tuzo        | Agustín Coruco Díaz             | 7 de septiembre | 16:00 |

| Académicos                   | 0-2 | Celaya B                                        | CECAF                               | 12 de septiembre | 10:00 |
| América Coapa                | 3-0 | Selva Cañera                                    | Instalaciones Club América Cancha 2 | 12 de septiembre | 11:00 |
| U.A. de Hidalgo              | 1-0 | Centro Universitario del Fútbol                 | Revolución Mexicana                 | 12 de septiembre | 12:00 |
| Pumas Naucalpan              | 3-0 | Zitácuaro                                       | La Cantera                          | 12 de septiembre | 12:00 |
| Alto Rendimiento Tuzo        | 2-1 | Lobos Prepa                                     | Universidad del Fútbol              | 12 de septiembre | 16:00 |
| Atlético San Luis B          | 4-0 | Deportivo San Juan                              | Alfonso Lastras Ramírez             | 13 de septiembre | 12:00 |
| Chivas Rayadas               | 1-1 | Cachorros UANL                                  | Verde Valle                         | 13 de septiembre | 12:00 |
| Calor                        | 2-0 | Necaxa B                                        | Unidad Deportiva Gómez Palacio      | 13 de septiembre | 12:00 |
| Deportivo Nuevo Chimalhuacán | 6-1 | Patriotas                                       | Tepalcates                          | 13 de septiembre | 12:00 |
| Sahuayo                      | 2-0 | Topos                                           | Unidad Deportiva Municipal          | 13 de septiembre | 16:00 |
| Mineros (Fresnillo)          | 2-1 | Archivo:Correcaminos UAT.png Correcaminos UAT B | Unidad Deportiva Minera Fresnillo   | 13 de septiembre | 19:00 |
| Alebrijes B                  | 0-0 | Cañoneros                                       | Benito Juárez                       | 14 de septiembre | 12:00 |
| Cuautla                      | 3-3 | Universidad Michoacana                          | Isidro Gil Tapia                    | 14 de septiembre | 16:00 |
| La Piedad                    | 2-2 | Real Zamora                                     | Juan N. López                       | 14 de septiembre | 16:00 |

| Centro Universitario del Fútbol                 | 3-1 | Cañoneros                    | Universidad del Fútbol Cancha 3   | 19 de septiembre | 11:00 |
| U.A. de Hidalgo                                 | 1-0 | Pumas Naucalpan              | Revolución Mexicana               | 19 de septiembre | 12:00 |
| Universidad Michoacana                          | 0-1 | Deportivo Nuevo Chimalhuacán | Ciudad Universitaria de Morelia   | 19 de septiembre | 17:00 |
| Cachorros UANL                                  | 1-1 | Atlético San Luis B          | Instalaciones de Zuazua #2        | 20 de septiembre | 10:00 |
| Necaxa B                                        | 2-2 | Académicos                   | Casa Club Necaxa                  | 20 de septiembre | 11:00 |
| Archivo:Correcaminos UAT.png Correcaminos UAT B | 3-2 | Real Zamora                  | Eugenio Alvizo Porras             | 20 de septiembre |       |
| Lobos Prepa                                     | 1-1 | América Coapa                | Olímpico de la BUAP               | 20 de septiembre | 12:00 |
| Patriotas                                       | 0-4 | Alto Rendimiento Tuzo        | Universidad Cristóbal Colón       | 20 de septiembre | 15:00 |
| Topos                                           | 2-1 | Calor                        | Unidad Deportiva Solidaridad      | 20 de septiembre | 17:00 |
| Mineros (Fresnillo)                             | 1-2 | Chivas Rayadas               | Unidad Deportiva Minera Fresnillo | 20 de septiembre | 19:00 |
| Zitácuaro                                       | 1-1 | Cuautla                      | Ignacio López Rayón               | 21 de septiembre | 12:00 |
| Celaya B                                        | 3-1 | La Piedad                    | Miguel Alemán Valdés              | 21 de septiembre | 12:00 |
| Deportivo San Juan                              | 1-1 | Sahuayo                      | El Llanito                        | 21 de septiembre | 12:00 |
| Selva Cañera                                    | 1-1 | Alebrijes B                  | Agustín Coruco Díaz               | 21 de septiembre | 16:00 |

| Académicos                   | 0-0 | Topos                                           | CECAF                               | 26 de septiembre | 10:00 |
| América Coapa                | 3-0 | Patriotas                                       | Instalaciones Club América Cancha 2 | 26 de septiembre | 11:00 |
| Pumas Naucalpan              | 3-1 | Centro Universitario del Fútbol                 | La Cantera                          | 26 de septiembre | 12:00 |
| Alto Rendimiento Tuzo        | 3-0 | Universidad Michoacana                          | Universidad del Fútbol              | 26 de septiembre | 16:00 |
| Real Zamora                  | 3-1 | Celaya B                                        | Unidad Deportiva El Chamizal        | 26 de septiembre | 20:00 |
| Atlético San Luis B          | 1-2 | Mineros (Fresnillo)                             | Alfonso Lastras Ramírez             | 27 de septiembre | 12:00 |
| Chivas Rayadas               | 5-0 | Archivo:Correcaminos UAT.png Correcaminos UAT B | Verde Valle                         | 27 de septiembre | 12:00 |
| Calor                        | 3-1 | Deportivo San Juan                              | Unidad Deportiva Gómez Palacio      | 27 de septiembre | 12:00 |
| Deportivo Nuevo Chimalhuacán | 3-0 | Zitácuaro                                       | Tepalcates                          | 27 de septiembre | 12:00 |
| Cañoneros                    | 0-5 | Selva Cañera                                    | Universitario                       | 27 de septiembre | 15:00 |
| Sahuayo                      | 3-2 | Cachorros UANL                                  | Unidad Deportiva Municipal          | 27 de septiembre | 16:00 |
| Alebrijes B                  | 1-3 | Lobos Prepa                                     | Benito Juárez                       | 28 de septiembre | 12:00 |
| Cuautla                      | 2-2 | U.A. de Hidalgo                                 | Isidro Gil Tapia                    | 28 de septiembre | 16:00 |
| La Piedad                    | 3-1 | Necaxa B                                        | Juan N. López                       | 28 de septiembre | 16:00 |

| Centro Universitario del Fútbol                 | 0-1 | Selva Cañera                 | Universidad del Fútbol Cancha 3   | 3 de octubre | 11:00 |
| U.A. de Hidalgo                                 | 2-2 | Deportivo Nuevo Chimalhuacán | Revolución Mexicana               | 3 de octubre | 12:00 |
| Pumas Naucalpan                                 | 3-1 | Cuautla                      | La Cantera                        | 3 de octubre | 12:00 |
| Universidad Michoacana                          | 3-2 | América Coapa                | Ciudad Universitaria de Morelia   | 3 de octubre | 17:00 |
| Cachorros UANL                                  | 1-1 | Calor                        | Instalaciones de Zuazua #2        | 4 de octubre | 10:00 |
| Necaxa B                                        | 6-2 | Real Zamora                  | Casa Club Necaxa                  | 4 de octubre | 11:00 |
| Archivo:Correcaminos UAT.png Correcaminos UAT B | 3-0 | Celaya B                     | Eugenio Alvizo Porras             | 4 de octubre | 11:00 |
| Lobos Prepa                                     | 1-0 | Cañoneros                    | Olímpico de la BUAP               | 4 de octubre | 12:00 |
| Chivas Rayadas                                  | 0-2 | Atlético San Luis B          | Verde Valle                       | 4 de octubre | 12:00 |
| Patriotas                                       | 0-0 | Alebrijes B                  | Universidad Cristóbal Colón       | 4 de octubre | 15:00 |
| Topos                                           | 4-1 | La Piedad                    | Unidad Deportiva Solidaridad      | 4 de octubre | 17:00 |
| Mineros (Fresnillo)                             | 0-0 | Sahuayo                      | Unidad Deportiva Minera Fresnillo | 4 de octubre | 19:00 |
| Zitácuaro                                       | 0-0 | Alto Rendimiento Tuzo        | Ignacio López Rayón               | 5 de octubre | 12:00 |
| Deportivo San Juan                              | 0-6 | Académicos                   | El Llanito                        | 5 de octubre | 12:00 |

| Académicos                   | 1-0 | Cachorros UANL                                  | CECAF                               | 10 de octubre | 10:00 |
| América Coapa                | 3-0 | Zitácuaro                                       | Instalaciones Club América Cancha 2 | 10 de octubre | 11:00 |
| Alto Rendimiento Tuzo        | 3-0 | U.A. de Hidalgo                                 | Universidad del Fútbol              | 10 de octubre | 16:00 |
| Real Zamora                  | 2-0 | Topos                                           | Unidad Deportiva El Chamizal        | 10 de octubre | 20:00 |
| Deportivo Nuevo Chimalhuacán | 2-1 | Pumas Naucalpan                                 | Tepalcates                          | 11 de octubre | 12:00 |
| Atlético San Luis B          | 1-0 | Archivo:Correcaminos UAT.png Correcaminos UAT B | Alfonso Lastras Ramírez             | 11 de octubre | 12:00 |
| Calor                        | 2-3 | Mineros (Fresnillo)                             | Unidad Deportiva Gómez Palacio      | 11 de octubre | 12:00 |
| Cañoneros                    | 1-0 | Patriotas                                       | Universitario                       | 11 de octubre | 15:00 |
| Sahuayo                      | 3-1 | Chivas Rayadas                                  | Unidad Deportiva Municipal          | 11 de octubre | 16:00 |
| Alebrijes B                  | 1-2 | Universidad Michoacana                          | Benito Juárez                       | 12 de octubre | 12:00 |
| Celaya B                     | 4-1 | Necaxa B                                        | Miguel Alemán Valdés                | 12 de octubre | 12:00 |
| Cuautla                      | 0-2 | Centro Universitario del Fútbol                 | Isidro Gil Tapia                    | 12 de octubre | 16:00 |
| Selva Cañera                 | 3-2 | Lobos Prepa                                     | Agustín Coruco Díaz                 | 12 de octubre | 16:00 |
| La Piedad                    | 4-1 | Deportivo San Juan                              | Juan N. López                       | 12 de octubre | 16:00 |

| Centro Universitario del Fútbol                 | 2-1 | Lobos Prepa                  | Universidad del Fútbol Cancha 3   | 17 de octubre | 11:00 |
| U.A. de Hidalgo                                 | 0-2 | América Coapa                | Revolución Mexicana               | 17 de octubre | 12:00 |
| Pumas Naucalpan                                 | 2-3 | Alto Rendimiento Tuzo        | La Cantera                        | 17 de octubre | 12:00 |
| Cachorros UANL                                  | 5-0 | La Piedad                    | Instalaciones de Zuazua #2        | 18 de octubre | 10:00 |
| Archivo:Correcaminos UAT.png Correcaminos UAT B | 2-1 | Necaxa B                     | Eugenio Alvizo Porras             | 18 de octubre | 11:00 |
| Atlético San Luis B                             | 0-0 | Sahuayo                      | Alfonso Lastras Ramírez           | 18 de octubre | 12:00 |
| Chivas Rayadas                                  | 4-2 | Calor                        | Verde Valle                       | 18 de octubre | 12:00 |
| Patriotas                                       | 2-1 | Selva Cañera                 | Universidad Cristóbal Colón       | 18 de octubre | 15:00 |
| Universidad Michoacana                          | 2-0 | Cañoneros                    | Ciudad Universitaria de Morelia   | 18 de octubre | 16:00 |
| Topos                                           | 3-0 | Celaya B                     | Unidad Deportiva Solidaridad      | 18 de octubre | 17:00 |
| Mineros (Fresnillo)                             | 2-1 | Académicos                   | Unidad Deportiva Minera Fresnillo | 18 de octubre | 19:00 |
| Zitácuaro                                       | 0-2 | Alebrijes B                  | Ignacio López Rayón               | 19 de octubre | 12:00 |
| Deportivo San Juan                              | 0-2 | Real Zamora                  | El Llanito                        | 19 de octubre | 12:00 |
| Cuautla                                         | 2-1 | Deportivo Nuevo Chimalhuacán | Isidro Gil Tapia                  | 19 de octubre | 16:00 |

| Académicos                   | 2-2 | Chivas Rayadas                                  | CECAF                               | 24 de octubre | 10:00 |
| América Coapa                | 3-3 | Pumas Naucalpan                                 | Instalaciones Club América Cancha 2 | 24 de octubre | 11:00 |
| Alto Rendimiento Tuzo        | 7-1 | Cuautla                                         | Universidad del Fútbol              | 24 de octubre | 16:00 |
| Real Zamora                  | 0-1 | Cachorros UANL                                  | Unidad Deportiva El Chamizal        | 24 de octubre | 20:00 |
| Necaxa B                     | 4-0 | Topos                                           | Casa Club Necaxa                    | 25 de octubre | 11:00 |
| Lobos Prepa                  | 6-3 | Patriotas                                       | Olímpico de la BUAP                 | 25 de octubre | 12:00 |
| Calor                        | 1-3 | Atlético San Luis B                             | Unidad Deportiva Gómez Palacio      | 25 de octubre | 12:00 |
| Deportivo Nuevo Chimalhuacán | 0-3 | Centro Universitario del Fútbol                 | Tepalcates                          | 25 de octubre | 12:00 |
| Cañoneros                    | 1-1 | Zitácuaro                                       | Universitario                       | 25 de octubre | 15:00 |
| Sahuayo                      | 1-1 | Archivo:Correcaminos UAT.png Correcaminos UAT B | Unidad Deportiva Municipal          | 25 de octubre | 16:00 |
| Alebrijes B                  | 1-5 | U.A. de Hidalgo                                 | Benito Juárez                       | 26 de octubre | 12:00 |
| Celaya B                     | 6-0 | Deportivo San Juan                              | Miguel Alemán Valdés                | 26 de octubre | 12:00 |
| Selva Cañera                 | 1-1 | Universidad Michoacana                          | Agustín Coruco Díaz                 | 26 de octubre | 16:00 |
| La Piedad                    | 1-0 | Mineros (Fresnillo)                             | Juan N. López                       | 26 de octubre | 16:00 |

| Centro Universitario del Fútbol                 | 0-2 | Patriotas             | Universidad del Fútbol Cancha 3   | 31 de octubre  | 11:00 |
| U.A. de Hidalgo                                 | 4-1 | Cañoneros             | Revolución Mexicana               | 31 de octubre  | 12:00 |
| Pumas Naucalpan                                 | 1-1 | Alebrijes B           | La Cantera                        | 31 de octubre  | 12:00 |
| Universidad Michoacana                          | 2-2 | Lobos Prepa           | Ciudad Universitaria de Morelia   | 31 de octubre  | 17:00 |
| Cachorros UANL                                  | 3-2 | Celaya B              | Instalaciones de Zuazua #2        | 1 de noviembre | 10:00 |
| Archivo:Correcaminos UAT.png Correcaminos UAT B | 1-1 | Topos                 | Eugenio Alvizo Porras             | 1 de noviembre | 11:00 |
| Atlético San Luis B                             | 1-1 | Académicos            | Alfonso Lastras Ramírez           | 1 de noviembre | 12:00 |
| Chivas Rayadas                                  | 6-0 | La Piedad             | Verde Valle                       | 1 de noviembre | 12:00 |
| Deportivo Nuevo Chimalhuacán                    | 2-3 | Alto Rendimiento Tuzo | Tepalcates                        | 1 de noviembre | 12:00 |
| Sahuayo                                         | 0-1 | Calor                 | Unidad Deportiva Municipal        | 1 de noviembre | 16:00 |
| Mineros (Fresnillo)                             | 1-2 | Real Zamora           | Unidad Deportiva Minera Fresnillo | 1 de noviembre | 19:00 |
| Zitácuaro                                       | 1-4 | Selva Cañera          | Ignacio López Rayón               | 2 de noviembre | 12:00 |
| Deportivo San Juan                              | 0-7 | Necaxa B              | El Llanito                        | 2 de noviembre | 12:00 |
| Cuautla                                         | 1-2 | América Coapa         | Isidro Gil Tapia                  | 2 de noviembre | 16:00 |

| Académicos                                      | 2-1 | Sahuayo                      | CECAF                               | 7 de noviembre | 10:00 |
| Centro Universitario del Fútbol                 | 0-0 | Alto Rendimiento Tuzo        | Universidad del Fútbol Cancha 3     | 7 de noviembre | 11:00 |
| América Coapa                                   | 3-0 | Deportivo Nuevo Chimalhuacán | Instalaciones Club América Cancha 2 | 7 de noviembre | 11:00 |
| Real Zamora                                     | 0-2 | Chivas Rayadas               | Unidad Deportiva El Chamizal        | 7 de noviembre | 20:00 |
| Archivo:Correcaminos UAT.png Correcaminos UAT B | 3-1 | Calor                        | Eugenio Alvizo Porras               | 8 de noviembre | 11:00 |
| Necaxa B                                        | 2-2 | Cachorros UANL               | Casa Club Necaxa                    | 8 de noviembre | 11:00 |
| Lobos Prepa                                     | 0-0 | Zitácuaro                    | Olímpico de la BUAP                 | 8 de noviembre | 12:00 |
| Cañoneros                                       | 0-3 | Pumas Naucalpan              | Universitario                       | 8 de noviembre | 15:00 |
| Patriotas                                       | 1-0 | Universidad Michoacana       | Universidad Cristóbal Colón         | 8 de noviembre | 15:00 |
| Topos                                           | 3-0 | Deportivo San Juan           | Unidad Deportiva Solidaridad        | 8 de noviembre | 17:00 |
| Alebrijes B                                     | 1-1 | Cuautla                      | Benito Juárez                       | 9 de noviembre | 12:00 |
| Celaya B                                        | 0-3 | Mineros (Fresnillo)          | Miguel Alemán Valdés                | 9 de noviembre | 12:00 |
| Selva Cañera                                    | 3-2 | U.A. de Hidalgo              | Agustín Coruco Díaz                 | 9 de noviembre | 16:00 |
| La Piedad                                       | 1-1 | Atlético San Luis B          | Juan N. López                       | 9 de noviembre | 16:00 |

| U.A. de Hidalgo              | 2-2 | Lobos Prepa                                     | Revolución Mexicana               | 14 de noviembre | 12:00 |
| Pumas Naucalpan              | 1-1 | Selva Cañera                                    | La Cantera                        | 14 de noviembre | 12:00 |
| Alto Rendimiento Tuzo        | 1-0 | América Coapa                                   | Universidad del Fútbol            | 14 de noviembre | 16:00 |
| Universidad Michoacana       | 2-1 | Centro Universitario del Fútbol                 | Ciudad Universitaria de Morelia   | 14 de noviembre | 17:00 |
| Cachorros UANL               | 6-0 | Topos                                           | Instalaciones de Zuazua #2        | 15 de noviembre | 10:00 |
| Atlético San Luis B          | 2-2 | Real Zamora                                     | Alfonso Lastras Ramírez           | 15 de noviembre | 12:00 |
| Chivas Rayadas               | 1-1 | Celaya B                                        | Verde Valle                       | 15 de noviembre | 12:00 |
| Calor                        | 0-2 | Académicos                                      | Unidad Deportiva Gómez Palacio    | 15 de noviembre | 12:00 |
| Deportivo Nuevo Chimalhuacán | 4-2 | Alebrijes B                                     | Tepalcates                        | 15 de noviembre | 12:00 |
| Sahuayo                      | 3-3 | La Piedad                                       | Unidad Deportiva Municipal        | 15 de noviembre | 16:00 |
| Mineros (Fresnillo)          | 0-0 | Necaxa B                                        | Unidad Deportiva Minera Fresnillo | 15 de noviembre | 19:00 |
| Zitácuaro                    | 0-1 | Patriotas                                       | Ignacio López Rayón               | 16 de noviembre | 12:00 |
| Deportivo San Juan           | 1-7 | Archivo:Correcaminos UAT.png Correcaminos UAT B | El Llanito                        | 16 de noviembre | 12:00 |
| Cuautla                      | 6-2 | Cañoneros                                       | Isidro Gil Tapia                  | 16 de noviembre | 16:00 |

## Estadísticas
| Aldo Xavier Magaña                            | Alto Rendimiento Tuzo | 13 |
| Gerardo Escobedo                              | Cachorros UANL        | 13 |
| Brandon Rosas                                 | Real Zamora           | 12 |
| José Alberto Moreno                           | Selva Cañera          | 11 |
| Jonathan Valdivia                             | Necaxa B              | 11 |
| Ricardo Zendejas                              | Garzas UAEH           | 11 |
| Carlos Contreras                              | Calor de San Pedro    | 7  |
| Eduardo Del Río                               | Mineros de Fresnillo  | 7  |
| Última actualización: 14 de noviembre de 2014 |                       |    |

| Jugador                | Equipo                | Autogoles |
| ---------------------- | --------------------- | --------- |
| Giusseppee Pérez       | Centro Universitario  | 1         |
| Diego Leonel Hernández | Cañoneros de Campeche | 1         |
| Diego Alonso González  | Necaxa B              | 1         |
| Roberto Díaz Guerrero  | Lobos Prepa           | 1         |
| Aldo Cervantes         | La Piedad             | 1         |
| Ivan Reyes             | Real Zamora           | 1         |
| Daniel Ibarra          | Deportivo San Juan    | 1         |
| Giovanni Loza          | Deportivo San Juan    | 1         |

## Liguilla

### Liguilla de Liga
|  | Cuartos de final                                         | Cuartos de final                                         | Cuartos de final                                         |   |                   | Semifinales                                              | Semifinales                                              | Semifinales                                              |  |  | Final                                          | Final                                          | Final                                          |
|  | 19 y 20 de noviembre (Ida) 22 y 23 de noviembre (Vuelta) | 19 y 20 de noviembre (Ida) 22 y 23 de noviembre (Vuelta) | 19 y 20 de noviembre (Ida) 22 y 23 de noviembre (Vuelta) |   |                   | 26 y 27 de noviembre (Ida) 29 y 30 de noviembre (Vuelta) | 26 y 27 de noviembre (Ida) 29 y 30 de noviembre (Vuelta) | 26 y 27 de noviembre (Ida) 29 y 30 de noviembre (Vuelta) |  |  | 4 de diciembre* (Ida) 7 de diciembre* (Vuelta) | 4 de diciembre* (Ida) 7 de diciembre* (Vuelta) | 4 de diciembre* (Ida) 7 de diciembre* (Vuelta) |
|  |                                                          |                                                          |                                                          |   |                   |                                                          |                                                          |                                                          |  |  |                                                |                                                |                                                |
|  | Selva Cañera                                             | 0                                                        | 3                                                        |   |                   |                                                          |                                                          |                                                          |  |  |                                                |                                                |                                                |
|  | Centro Universitario del Fútbol                          | 1                                                        | 1                                                        |   |                   |                                                          |                                                          |                                                          |  |  |                                                |                                                |                                                |
|  | Centro Universitario del Fútbol                          | 1                                                        | 1                                                        |   | Selva Cañera      | 1                                                        | 1                                                        |                                                          |  |  |                                                |                                                |                                                |
|  |                                                          |                                                          |                                                          |   | Selva Cañera      | 1                                                        | 1                                                        |                                                          |  |  |                                                |                                                |                                                |
|  |                                                          | Universidad Autónoma del Estado de Hidalgo               | 0                                                        | 1 |                   |                                                          |                                                          |                                                          |  |  |                                                |                                                |                                                |
|  | Universidad Autónoma del Estado de Hidalgo               | Universidad Autónoma del Estado de Hidalgo               | 0                                                        | 1 | 2                 | 2                                                        |                                                          |                                                          |  |  |                                                |                                                |                                                |
|  | Universidad Autónoma del Estado de Hidalgo               |                                                          |                                                          |   | 2                 | 2                                                        |                                                          |                                                          |  |  |                                                |                                                |                                                |
|  | Universidad Michoacana                                   | 1                                                        | 2                                                        |   |                   |                                                          |                                                          |                                                          |  |  |                                                |                                                |                                                |
|  |                                                          |                                                          |                                                          |   |                   |                                                          |                                                          |                                                          |  |  | Selva Cañera                                   | 0                                              | 0                                              |
|  |                                                          |                                                          | Mineros (Fresnillo)                                      | 5 | 2                 |                                                          |                                                          |                                                          |  |  |                                                |                                                |                                                |
|  | Atlético San Luis                                        | 3                                                        | 5                                                        |   |                   |                                                          |                                                          |                                                          |  |  |                                                |                                                |                                                |
|  | Universidad Autónoma de Tamaulipas                       | 3                                                        | 1                                                        |   |                   |                                                          |                                                          |                                                          |  |  |                                                |                                                |                                                |
|  | Universidad Autónoma de Tamaulipas                       | 3                                                        | 1                                                        |   | Atlético San Luis | 0                                                        | 5                                                        |                                                          |  |  |                                                |                                                |                                                |
|  |                                                          |                                                          |                                                          |   | Atlético San Luis | 0                                                        | 5                                                        |                                                          |  |  |                                                |                                                |                                                |
|  |                                                          | Mineros (Fresnillo)                                      | 3                                                        | 3 |                   |                                                          |                                                          |                                                          |  |  |                                                |                                                |                                                |
|  | Mineros (Fresnillo)                                      | Mineros (Fresnillo)                                      | 3                                                        | 3 | 2                 | 1                                                        |                                                          |                                                          |  |  |                                                |                                                |                                                |
|  | Mineros (Fresnillo)                                      |                                                          |                                                          |   | 2                 | 1                                                        |                                                          |                                                          |  |  |                                                |                                                |                                                |
|  | Topos                                                    | 1                                                        | 1                                                        |   |                   |                                                          |                                                          |                                                          |  |  |                                                |                                                |                                                |

#### Cuartos de final
| 20 de noviembre, 11:00 | Centro Universitario del Fútbol | 1:0     | Selva Cañera | Cancha 3 Universidad del Fútbol, San Agustín Tlaxiaca |                              |
|                        | U. López 50'                    | Reporte |              | Asistencia: 150 espectadores                          | Asistencia: 150 espectadores |

| 23 de noviembre, 15:00                                        | Selva Cañera                                        | 3:1     | Centro Universitario del Fútbol | Estadio Agustín Coruco Díaz, Zacatepec |                                |
|                                                               | Z. Velázquez 18' · A. Hernández 25' · J. Moreno 30' | Reporte | V. Aguilera 11'                 | Asistencia: 4,500 espectadores         | Asistencia: 4,500 espectadores |
| Con marcador global de 3-2, Selva Cañera avanza a semifinales |                                                     |         |                                 |                                        |                                |

| 19 de noviembre, 15:00 | Universidad Michoacana | 1:2     | U. Autónoma de Hidalgo          | Estadio Venustiano Carranza, Morelia |                              |
|                        | J. Calderón 76'        | Reporte | N. Urbano 16' · J. Pastrana 86' | Asistencia: 300 espectadores         | Asistencia: 300 espectadores |

| 22 de noviembre, 15:30                                                           | U. Autónoma de Hidalgo          | 2:2     | Universidad Michoacana         | Estadio Primero de Mayo, Tulancingo |                              |
|                                                                                  | R. Zendejas 52' · J. Torres 90' | Reporte | C. Montoya 71' · D. Alipio 86' | Asistencia: 100 espectadores        | Asistencia: 100 espectadores |
| Con marcador global de 4-3, Universidad Autónoma de Hidalgo avanza a semifinales |                                 |         |                                |                                     |                              |

| 19 de noviembre, 16:00 | U. Autónoma de Tamaulipas            | 3:3     | Atlético San Luis      | Estadio Marte R. Gómez, Ciudad Victoria |                              |
|                        | I. Hernández 25', 29' · A. Núñez 78' | Reporte | J. Cinco 30', 37', 58' | Asistencia: 800 espectadores            | Asistencia: 800 espectadores |

| 22 de noviembre, 12:00                                             | Atlético San Luis                                                     | 5:1     | U. Autónoma de Tamaulipas | Estadio Alfonso Lastras Ramírez, San Luis Potosí |                              |
|                                                                    | H. Herrero 39' · J. Cinco 43' · A. Hernández 51', 65' · D. Vargas 80' | Reporte | R. Caldera 40'            | Asistencia: 200 espectadores                     | Asistencia: 200 espectadores |
| Con marcador global de 8-4, Atlético San Luis avanza a semifinales |                                                                       |         |                           |                                                  |                              |

| 19 de noviembre, 15:00 | Topos         | 1:2     | Mineros (Fresnillo)          | Unidad Deportiva Solidaridad, Reynosa |                              |
|                        | A. Chávez 87' | Reporte | E. del Río 16' · J. Muro 30' | Asistencia: 160 espectadores          | Asistencia: 160 espectadores |

| 22 de noviembre, 19:00                                                | Mineros (Fresnillo) | 1:1     | Topos         | Unidad Deportiva Minera Fresnillo, Fresnillo |                              |
|                                                                       | E. del Río 59'      | Reporte | A. Chávez 66' | Asistencia: 500 espectadores                 | Asistencia: 500 espectadores |
| Con marcador global de 3-2, Mineros de Fresnillo avanza a semifinales |                     |         |               |                                              |                              |

#### Semifinales
| 27 de noviembre, 15:30 | U. Autónoma de Hidalgo | 0:1     | Selva Cañera  | Estadio Revolución Mexicana, Pachuca |                              |
|                        |                        | Reporte | J. Moreno 41' | Asistencia: 200 espectadores         | Asistencia: 200 espectadores |

| 30 de noviembre, 15:00                                     | Selva Cañera     | 1:1     | U. Autónoma de Hidalgo | Estadio Agustín Coruco Díaz, Zacatepec |                                |
|                                                            | Z. Velázquez 25' | Reporte | R. Zendejas 5'         | Asistencia: 5,000 espectadores         | Asistencia: 5,000 espectadores |
| Con marcador global de 2-1, Selva Cañera avanza a la final |                  |         |                        |                                        |                                |

| 26 de noviembre, 19:00 | Mineros (Fresnillo)              | 3:0     | Atlético San Luis | Unidad Deportiva Minera Fresnillo, Fresnillo |                              |
|                        | J. Blanco 57', 87' · R. Ruíz 74' | Reporte |                   | Asistencia: 700 espectadores                 | Asistencia: 700 espectadores |

| 29 de noviembre, 12:00                                             | Atlético San Luis                                                                 | 5:3     | Mineros (Fresnillo)               | Estadio Alfonso Lastras Ramírez, San Luis Potosí |                              |
|                                                                    | J. Cinco 3' · L. Covarrubias 14' (a.g.) · A. Hernández 18' · H. Guerrero 25', 71' | Reporte | J. Muro 34', 90' · C. Morales 61' | Asistencia: 500 espectadores                     | Asistencia: 500 espectadores |
| Con marcador global de 6-5, Mineros de Fresnillo avanza a la final |                                                                                   |         |                                   |                                                  |                              |

#### Final
| 4 de diciembre, 19:00 | Mineros (Fresnillo)                                                 | 5:0     | Selva Cañera | Unidad Deportiva Minera Fresnillo, Fresnillo |                                |
|                       | J. González 4', 14' · E. del Río 71' · J. Muro 76' · D. Cabello 82' | Reporte |              | Asistencia: 3,000 espectadores               | Asistencia: 3,000 espectadores |

| 7 de diciembre, 15:00                                                                | Selva Cañera | 0:2     | Mineros (Fresnillo)          | Estadio Agustín Coruco Díaz, Zacatepec |                                |
|                                                                                      |              | Reporte | R. Ruíz 76' · E. del Río 89' | Asistencia: 5,000 espectadores         | Asistencia: 5,000 espectadores |
| Con marcador global de 7-0, Mineros de Fresnillo es campeón del Torneo Apertura 2014 |              |         |                              |                                        |                                |

|                                         |
| Mineros (Fresnillo) Campeón 1.º título. |

### Liguilla de Copa
|  | Cuartos de final                                         | Cuartos de final                                         | Cuartos de final                                         |   |                       | Semifinales                                              | Semifinales                                              | Semifinales                                              |  |  | Final                                          | Final                                          | Final                                          |
|  | 19 y 20 de noviembre (Ida) 22 y 23 de noviembre (Vuelta) | 19 y 20 de noviembre (Ida) 22 y 23 de noviembre (Vuelta) | 19 y 20 de noviembre (Ida) 22 y 23 de noviembre (Vuelta) |   |                       | 26 y 27 de noviembre (Ida) 29 y 30 de noviembre (Vuelta) | 26 y 27 de noviembre (Ida) 29 y 30 de noviembre (Vuelta) | 26 y 27 de noviembre (Ida) 29 y 30 de noviembre (Vuelta) |  |  | 3 de diciembre* (Ida) 6 de diciembre* (Vuelta) | 3 de diciembre* (Ida) 6 de diciembre* (Vuelta) | 3 de diciembre* (Ida) 6 de diciembre* (Vuelta) |
|  |                                                          |                                                          |                                                          |   |                       |                                                          |                                                          |                                                          |  |  |                                                |                                                |                                                |
|  | Alto Rendimiento Tuzo                                    | 1                                                        | 2                                                        |   |                       |                                                          |                                                          |                                                          |  |  |                                                |                                                |                                                |
|  | Lobos Prepa                                              | 1                                                        | 0                                                        |   |                       |                                                          |                                                          |                                                          |  |  |                                                |                                                |                                                |
|  | Lobos Prepa                                              | 1                                                        | 0                                                        |   | Alto Rendimiento Tuzo | 1                                                        | 1                                                        |                                                          |  |  |                                                |                                                |                                                |
|  |                                                          |                                                          |                                                          |   | Alto Rendimiento Tuzo | 1                                                        | 1                                                        |                                                          |  |  |                                                |                                                |                                                |
|  |                                                          | Necaxa                                                   | 1                                                        | 1 |                       |                                                          |                                                          |                                                          |  |  |                                                |                                                |                                                |
|  | Académicos                                               | Necaxa                                                   | 1                                                        | 1 | 2                     | 2                                                        |                                                          |                                                          |  |  |                                                |                                                |                                                |
|  | Académicos                                               |                                                          |                                                          |   | 2                     | 2                                                        |                                                          |                                                          |  |  |                                                |                                                |                                                |
|  | Necaxa                                                   | 4                                                        | 1                                                        |   |                       |                                                          |                                                          |                                                          |  |  |                                                |                                                |                                                |
|  |                                                          |                                                          |                                                          |   |                       |                                                          |                                                          |                                                          |  |  | Alto Rendimiento Tuzo                          | 2                                              | 0 (2)                                          |
|  |                                                          |                                                          | América Coapa                                            | 2 | 0 (3)                 |                                                          |                                                          |                                                          |  |  |                                                |                                                |                                                |
|  | Cachorros UANL                                           | 1                                                        | 0                                                        |   |                       |                                                          |                                                          |                                                          |  |  |                                                |                                                |                                                |
|  | América Coapa                                            | 0                                                        | 1                                                        |   |                       |                                                          |                                                          |                                                          |  |  |                                                |                                                |                                                |
|  | América Coapa                                            | 0                                                        | 1                                                        |   | América Coapa         | 1                                                        | 1                                                        |                                                          |  |  |                                                |                                                |                                                |
|  |                                                          |                                                          |                                                          |   | América Coapa         | 1                                                        | 1                                                        |                                                          |  |  |                                                |                                                |                                                |
|  |                                                          | Chivas Rayadas                                           | 1                                                        | 0 |                       |                                                          |                                                          |                                                          |  |  |                                                |                                                |                                                |
|  | Pumas Naucalpan                                          | Chivas Rayadas                                           | 1                                                        | 0 | 1                     | 1                                                        |                                                          |                                                          |  |  |                                                |                                                |                                                |
|  | Pumas Naucalpan                                          |                                                          |                                                          |   | 1                     | 1                                                        |                                                          |                                                          |  |  |                                                |                                                |                                                |
|  | Chivas Rayadas                                           | 2                                                        | 2                                                        |   |                       |                                                          |                                                          |                                                          |  |  |                                                |                                                |                                                |

|                                   |
| América Coapa Campeón 1.º título. |

## Cambios de plaza
- Promesas de Altamira desaparecen. serán un estilo sub-20 de Altamira.
- Tigres Sahuayo se integran a LNT.
- Titanes se muda de Tulancingo y regresa la franquicia de Alto Rendimiento Tuzo.
- Santos Los Mochis no participa esta temporada.